# Inke
Inke is een plaats (község) en gemeente in het Hongaarse comitaat Somogy. Inke telt 1367 inwoners (2001).